# HOPビル

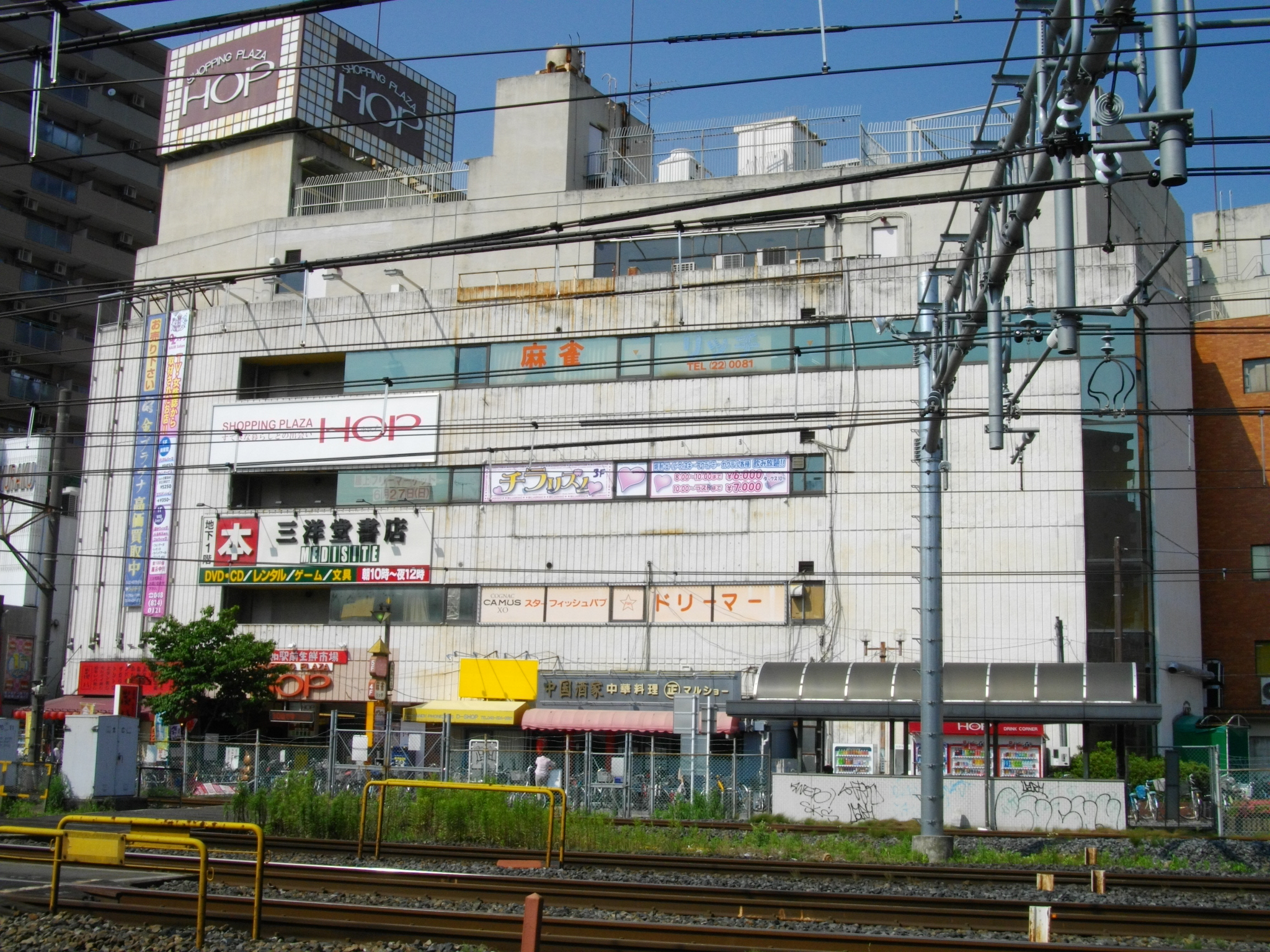
HOPビル

HOPビルは、かつて埼玉県さいたま市浦和区にあった商業ビルである。現在はライオンズ北浦和ステーションレジデンスが建っている。

## 概要
北浦和駅東口にある地上5階・地下1階の商業ビルであった。
- 1階にはスーパーマーケット・薬局など、5階には複数の飲食店が入っていた。
- 開業当初は、2階には衣料を中心としたテナントが入り、3階～4階にはホームセンター業態のオリンピックが出店していたが、その後、テナントの交代が相次ぎ、後期には2階〜4階に古着や雑貨などを扱うフリーマーケットをはじめ、100円ショップなどの様々なテナントが入っていた。
- 屋上では不定期でフリーマーケットが開催されていた時期もあった。
- 地下には約20年間に及びマルエツがテナントして入っていたが、その後は書店・レンタルビデオ店と文具店が入っていた。
- ビル1階の中山道側の駐輪場は、浦和レッズの重要な試合の中継を大画面モニターで観戦するスペースとして利用されることがあった。このスペースは、「キックオフ広場」と名付けられていた。

## 沿革
- 2011年12月31日 - 閉鎖。2013年に解体される。
- 2015年3月30日 - 跡地にマンションが竣工。

## 所在地
- 埼玉県さいたま市北浦和3丁目1番